# Kushok Bakula
Kushok Bakula (* 21. Mai 1917; † 4. November 2003, auch Bakula Rinpoche oder Kushok Bakula Rinpoche) war der religiöse Anführer der Pethup Gonpa in Spituk, Ladakh, Indien. Er war ebenfalls Mitglied des indischen Parlaments und Lama. 1999 stiftete er das Kloster "Bakula Rinpoche Süm" in Ulaanbaatar, Mongolei. Zu seinen Ehren wurde 2005 der Flughafen Leh, Indien in "Kushok Bakula Airport" umbenannt.
Kushok galt als 19. Inkarnation des Bakula, einer der 16 Arhats des Buddha Shakyamuni. Kushok Bakula Rinpoche hat beim Wiederbeleben des Buddhismus in der Mongolei und in Russland geholfen. Von 1990 bis 1999 war er indischer Botschafter in der Mongolei. Er setzte sich für die Rechte von Minderheiten ein.
1986 wurde er mit dem Padma Bhushan ausgezeichnet.

## 20. Reinkarnation

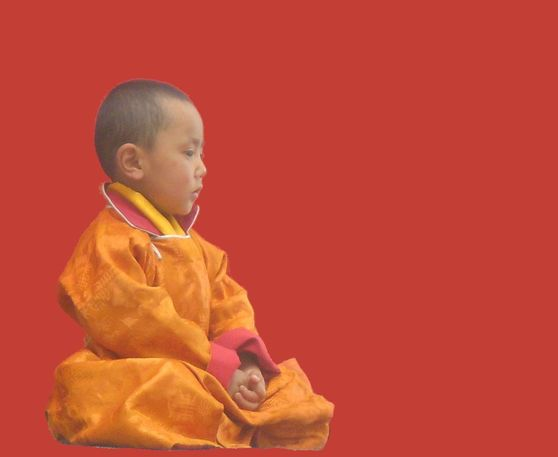
20. Kushok Bakula Rinpoche

Thubstan Nawang, geboren am 24. November 2005 ist der 20. Bakula Rinpoche. Er wurde am 12. August 2010 in Pethub Gompa, Spituk, Ladakh, India inthronisiert.